# Meranoplus inermis
Meranoplus inermis  (лат.) — вид мелких муравьёв рода Meranoplus из подсемейства Myrmicinae (Formicidae).

## Распространение
Афротропика (западная, центральная, восточная и южная Африка).

## Описание
Длина рабочих муравьёв 2,7 — 4,0 мм, длина головы 0,68 — 0,90 мм (ширина 0,64 — 0,84 мм). Основная окраска тела коричневая. Проподеум без шипиков. Дорзум петиоля невооружённый, без зубцов. Мандибулы вооружены 4 зубцами. Постпетиоль чешуевидный. Усики 9-члениковые с булавой из 3 вершинных члеников. Максиллярные щупики 5-члениковые, нижнечелюстные щупики из 3 члеников. Грудь высокая, пронотум слит с мезонотумом, образуя единый склерит. Стебелёк между грудкой и брюшком состоит из двух члеников: петиолюса и постпетиолюса (последний четко отделен от брюшка), жало развито, куколки голые (без кокона).